# オレイテュイアを略奪するボレアス

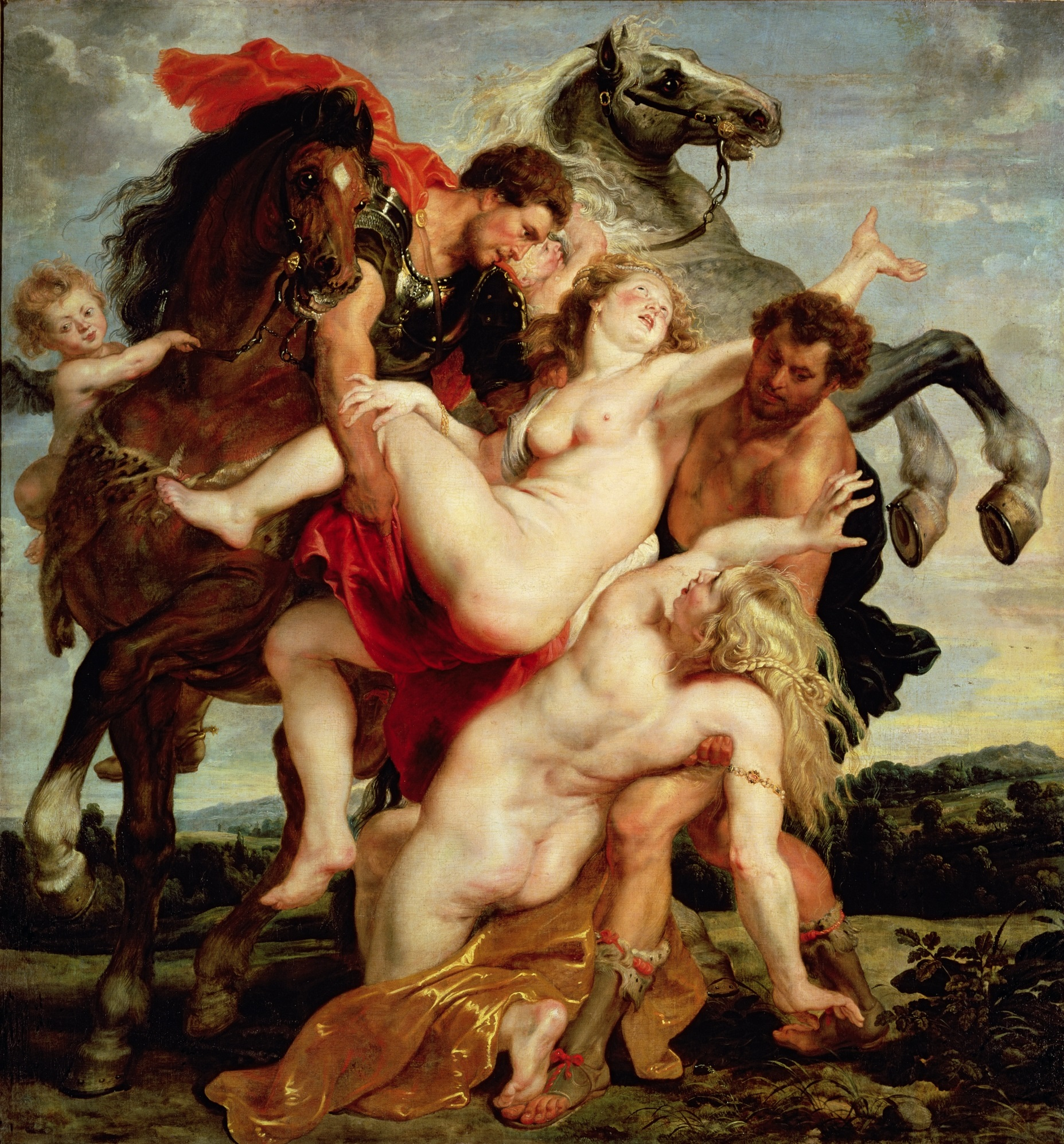
1618年頃の絵画『レウキッポスの娘たちの略奪』。アルテ・ピナコテーク所蔵。

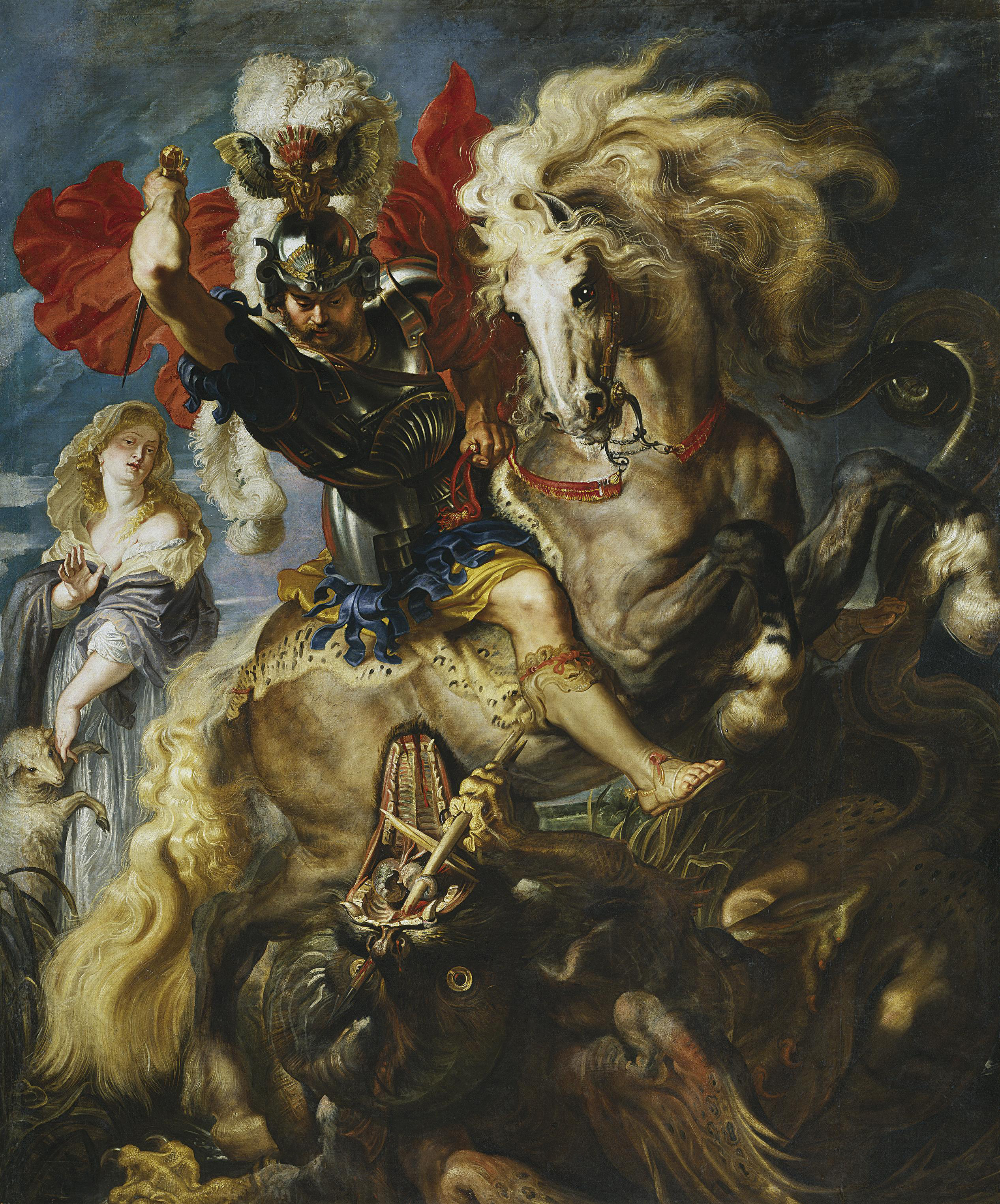
1606年から1608年頃の『聖ゲオルギウスと竜』。聖ゲオルギウスの騎乗する馬が対角線に配置されている。プラド美術館所蔵。

『オレイテュイアを略奪するボレアス』（独: Boreas entführt Oreithya, 英: The Rape of Orithyia by Boreas）は、バロック期のフランドルの画家ピーテル・パウル・ルーベンスが1615年頃に制作した絵画である。油彩。主題はオウィディウスの『変身物語』で語られている北風の神ボレアスがアテナイ王エレクテウスの娘オレイテュイアを略奪するギリシア神話の恋の物語から取られている。
『レウキッポスの娘たちの略奪』（The Rape of the Daughters of Leucippus）とともにイタリアから帰国した後のアントウェルペン時代のルーベンスを代表する傑作で、造形的に複雑な略奪の主題をほぼ正方形の画面に無理なくまとめ上げた、構図に対する創意と色彩家としてのルーベンスの豊かな才能を現代に伝えている。かつてはオーストリアの外交官であり美術コレクターであったアントン・フランツ・デ・パウラ・ランベルク＝シュプリンツェンシュタイン伯爵の膨大なコレクションに含まれていた。現在はウィーン美術アカデミーのコレクションを展示する美術アカデミー絵画館に所蔵されている。

## 主題
北風の神ボレアスの恋の物語はオウィディウスの『変身物語』6巻で語られている。アテナイの王エレクテウスの娘オレイテュイアはプロクリスと並んで美女として有名だった。彼女に恋をしたボレアスだったが、先代のアテナイ王パンディオンの時代の婚姻トラブルが原因でトラキアとの関係が悪化しており、同地に縁の深いボレアスはオレイテュイアへの思いを叶えることができないでいた。やがて甲斐がないことを悟った神は実力行使に出た。ボレアスは翼を広げ、オレイテュイアをトラキアに連れ去った。オレイテュイアはボレアスの妻となり、有翼の双子の英雄カライスとゼテスの母となった。

## 作品
ルーベンスはオレイテュイアを地上から奪い、大空を飛翔するボレアスの姿を描いている。オレイテュイアは恐怖し、のけぞって逃れようとしているが、ボレアスは彼女の身体を両腕でがっしりと掴み上げている。黒雲で覆われた画面に地上は描かれておらず、すでにオレイテュイアはボレアスによって地上から遠く離れた場所に運び去られていることが分かる。ボレアスの白髪は強風になびき、オレイテュイアの衣装は翻っている。画面下ではボレアスの飛翔が起こした冬の嵐で雪が降り、プットーたちは雪玉を投げ合って楽しげに遊んでいる。ルーベンスは必ずしも有翼神の飛行の描写にこだわっていない。ボレアスの白髪は強風の影響を受けているが、オレイテュイアの金髪はむしろ風の影響を受けていないように見える。
ルーベンスは雪遊びに興じるプットーたちを描くことで、北風の神としてのボレアスの権能と冬の効果を加えている。ボレアスが風の神にふさわしい体躯であるにもかかわらず、白髪の老人として描かれているのは、冬の擬人像が伝統的に老人で表されたためである。またプットーを描くことでボレアスの略奪行為を緩和し、ボレアスの血色の良い肌とオレイテュイアの赤い衣装で冬の寒さを緩和している。
ルーベンスは対角線上にオレイテュイアの白く光る若々しい裸体を配置し、そして交差する対角線上に老いた有翼神ボレアスの逞しい肉体を配置している。この対比的な人物像を画面全体に大きく描いているにもかかわらず、少しも窮屈さを感じさせないところにルーベンスの構図の巧みさが表れている。画面上部と左右は切断されているが、画家の意図がボレアスとオレイテュイアを大きく描く点にあったのは疑いない。とはいえ、4人のプットーは画面の隙間を埋めるように描かれている。ルーベンスはこうした対角線の構図をしばしば好んで用いた。その好例としてイタリア時代の『聖ゲオルギウスと竜』（Saint George and the Dragon, 1606年-1608年頃）や、本作品の数年後に制作された『レウキッポスの娘たちの略奪』を挙げることができる。これらの作品は古代美術とルーベンスの芸術の関係を考えるうえで重要であり、とりわけ古代彫刻とルネサンス期の芸術家ミケランジェロ・ブオナローティのマニエリスム的な逞しい肉体表現の影響が強く表れている。本作品における古代彫刻の影響については、冥府の神ハデスによるペルセポネ略奪を描いた古代の石棺レリーフを参考にしたことが指摘されている。また薄い絵具層を重ねるように描くことで滑らかな肌の質感を実現している。

## 来歴
制作経緯は不明である。もともとはブリュッセルの個人的なコレクションに所属していたが、その後ウィーンに移り、1820年にランベルク伯爵のコレクションに入った。ランベルク伯爵はヒエロニムス・ボス、ティツィアーノ・ヴェチェッリオ、ルーベンス、ディエゴ・ベラスケス、レンブラント・ファン・レインほかオランダおよびフランドルの画家たちの一大コレクションを形成していた。美術アカデミーの理事長でもあった伯爵は1822年に死去するまでその任を務め、彼の死後、本作品を含む740点におよぶ絵画コレクションは美術アカデミーに遺贈された。2000年に日本で開催された「ルーベンスとその時代展」で、造形美術アカデミー絵画館は本作品をはじめ73作品を出品した。同美術館は4年前から展覧会の準備を進めており、来日した全ての作品に洗浄と修復を行っている。『オレイテュイアを略奪するボレアス』も例外ではなく、このときの修復で後代の加筆や変色したニスが除去され、制作当時の色彩が復元されている。